# فهرست قطعنامه‌های شورای امنیت ۴۰۱ تا ۵۰۰
| قطعنامه‌های شورای امنیت                                      |
| ----------------------------------------------------------- |
| منابع: نشست‌های شورای امنیت • UNBISnet • ویکی‌نبشته           |
| ۱ تا ۱۰۰ (۱۹۴۶–۱۹۵۳)                                        |
| ۱۰۱ تا ۲۰۰ (۱۹۵۳–۱۹۶۵)                                      |
| ۲۰۱ تا ۳۰۰ (۱۹۶۵–۱۹۷۱)                                      |
| ۳۰۱ تا ۴۰۰ (۱۹۷۱–۱۹۷۶)                                      |
| ۴۰۱ تا ۵۰۰ (۱۹۷۶–۱۹۸۲)                                      |
| ۵۰۱ تا ۶۰۰ (۱۹۸۲–۱۹۸۷)                                      |
| ۶۰۱ تا ۷۰۰ (۱۹۸۷–۱۹۹۱)                                      |
| ۷۰۱ تا ۸۰۰ (۱۹۹۱–۱۹۹۳)                                      |
| ۸۰۱ تا ۹۰۰ (۱۹۹۳–۱۹۹۴)                                      |
| ۹۰۱ تا ۱۰۰۰ (۱۹۹۴–۱۹۹۵)                                     |
| ۱۰۰۱ تا ۱۱۰۰ (۱۹۹۵–۱۹۹۷)                                    |
| ۱۱۰۱ تا ۱۲۰۰ (۱۹۹۷–۱۹۹۸)                                    |
| ۱۲۰۱ تا ۱۳۰۰ (۱۹۹۸–۲۰۰۰)                                    |
| ۱۳۰۱ تا ۱۴۰۰ (۲۰۰۰–۲۰۰۲)                                    |
| ۱۴۰۱ تا ۱۵۰۰ (۲۰۰۲–۲۰۰۳)                                    |
| ۱۵۰۱ تا ۱۶۰۰ (۲۰۰۳–۲۰۰۵)                                    |
| ۱۶۰۱ تا ۱۷۰۰ (۲۰۰۵–۲۰۰۶)                                    |
| ۱۷۰۱ تا ۱۸۰۰ (۲۰۰۶–۲۰۰۸)                                    |
| ۱۸۰۱ تا ۱۹۰۰ (۲۰۰۸–۲۰۰۹)                                    |
| ۱۹۰۱ تا ۲۰۰۰ (۲۰۰۹–۲۰۱۱)                                    |
| ۲۰۰۱ تا ۲۱۰۰ (۲۰۱۱–۲۰۱۳)                                    |
| ۲۱۰۱ تا ۲۲۰۰ (۲۰۱۳–۲۰۱۵)                                    |
| ۲۲۰۱ تا ۲۳۰۰ (۲۰۱۵–۲۰۱۶)                                    |
| ۲۳۰۱ تا ۲۴۰۰ (۲۰۱۶–۲۰۱۸)                                    |
| ۲۲۰۱ تا ۲۳۰۰ (۲۰۱۸–تاکنون)                                  |
| متن مربوطه در ویکی‌نبشته : قطعنامه‌های شورای امنیت سازمان ملل |

فهرست زیر، شامل قطعنامه‌های سازمان ملل متحد از قطعنامهٔ شمارهٔ ۴۰۱ تا ۵۰۰ است که در بازهٔ زمانی ۱۴ دسامبر ۱۹۷۶ میلادی تا ۲۸ ژانویه ۱۹۸۲ به تصویب رسیده‌است.
| شمارهٔ قطعنامه | تاریخ           | آرا (موافق-ممتنع-مخالف) | موضوع نشست                                             |
| ------------- | --------------- | ----------------------- | ------------------------------------------------------ |
| ۴۰۱           | ۱۴ دسامبر ۱۹۷۶  | ۱۳-۰-۰                  | قبرس                                                   |
| ۴۰۲           | ۲۲ دسامبر ۱۹۷۶  | - -                     | لسونتو-آفریقای جنوبی                                   |
| ۴۰۳           | ۱۴ ژانویه ۱۹۷۷  | ۱۳-۲-۰                  | بوتسوانا-رودزیای جنوبی                                 |
| ۴۰۴           | ۰۸ فوریه ۱۹۷۷   | - -                     | وضعیت بنین                                             |
| ۴۰۵           | ۱۵ آوریل ۱۹۷۷   | - -                     | وضعیت بنین                                             |
| ۴۰۶           | ۲۵ مه ۱۹۷۷      | - -                     | بوتسوانا-رودزیای جنوبی                                 |
| ۴۰۷           | ۲۵ مه ۱۹۷۷      | - -                     | لسونتو-آفریقای جنوبی                                   |
| ۴۰۸           | ۲۶ مه ۱۹۷۷      | ۱۲-۰-۰                  | اسرائیل-جمهوری عربی سوریه                              |
| ۴۰۹           | ۲۷ مه ۱۹۷۷      | - -                     | رودزیای جنوبی                                          |
| ۴۱۰           | ۱۵ ژوئن ۱۹۷۷    | ۱۴-۰-۰                  | قبرس                                                   |
| ۴۱۱           | ۳۰ ژوئن ۱۹۷۷    | ۱۵-۰-۰                  | موزامبیک-رودزیای جنوبی                                 |
| ۴۱۲           | ۰۷ ژوئیه ۱۹۷۷   | ۱۵-۰-۰                  | پذیرش اعضای جدید سازمان ملل متحد: جیبوتی               |
| ۴۱۳           | ۲۰ ژوئیه ۱۹۷۷   | - -                     | پذیرش اعضای جدید سازمان ملل متحد: ویتنام               |
| ۴۱۴           | ۱۵ سپتامبر ۱۹۷۷ | - -                     | قبرس                                                   |
| ۴۱۵           | ۲۹ سپتامبر ۱۹۷۷ | ۱۳-۱-۰                  | رودزیای جنوبی                                          |
| ۴۱۶           | ۲۱ اکتبر ۱۹۷۷   | ۱۳-۰-۰                  | مصر-اسرائیل                                            |
| ۴۱۸           | ۰۴ نوامبر ۱۹۷۷  | ۱۵-۰-۰                  | آفریقای جنوبی                                          |
| ۴۱۸           | ۳۱ اکتبر ۱۹۷۷   | ۱۵-۰-۰                  | آفریقای جنوبی                                          |
| ۴۱۹           | ۲۴ نوامبر ۱۹۷۷  | - -                     | وضعیت بنین                                             |
| ۴۲۰           | ۳۰ نوامبر ۱۹۷۷  | ۱۲-۰-۰                  | اسرائیل-جمهوری عربی سوریه                              |
| ۴۲۱           | ۰۹ دسامبر ۱۹۷۷  | ۱۵-۰-۰                  | آفریقای جنوبی                                          |
| ۴۲۲           | ۱۵ دسامبر ۱۹۷۷  | ۱۴-۰-۰                  | قبرس                                                   |
| ۴۲۳           | ۱۴ مارس ۱۹۷۸    | ۱۰-۵-۰                  | رودزیای جنوبی                                          |
| ۴۲۴           | ۱۷ مارس ۱۹۷۸    | ۱۵-۰-۰                  | رودزیای جنوبی-زیمبابوه                                 |
| ۴۲۵           | ۱۹ مارس ۱۹۷۸    | ۱۲-۲-۰                  | اسرائیل-لبنان                                          |
| ۴۲۶           | ۱۹ مارس ۱۹۷۸    | ۱۲-۲-۰                  | اسرائیل-لبنان                                          |
| ۴۲۷           | ۰۳ مه ۱۹۷۸      | ۱۲-۲-۰                  | اسرائیل-لبنان                                          |
| ۴۲۸           | ۰۶ مه ۱۹۷۸      | ۱۵-۰-۰                  | آنگولا-آفریقای جنوبی                                   |
| ۴۲۹           | ۳۱ مه ۱۹۷۸      | ۱۴-۰-۰                  | اسرائیل-جمهوری عربی سوریه                              |
| ۴۲۹           | ۳۰ نوامبر ۱۹۷۸  | ۱۴-۰-۰                  | اسرائیل-جمهوری عربی سوریه                              |
| ۴۳۰           | ۱۶ ژوئن ۱۹۷۸    | ۱۴-۰-۰                  | قبرس                                                   |
| ۴۳۱           | ۲۷ ژوئیه ۱۹۷۸   | ۱۳-۲-۰                  | نامیبیا                                                |
| ۴۳۲           | ۲۷ ژوئیه ۱۹۷۸   | ۱۵-۰-۰                  | نامیبیا                                                |
| ۴۳۳           | ۱۷ اوت ۱۹۷۸     | ۱۵-۰-۰                  | پذیرش اعضای جدید سازمان ملل متحد: جزایر سلیمان         |
| ۴۳۴           | ۱۸ سپتامبر ۱۹۷۸ | ۱۲-۲-۰                  | اسرائیل-لبنان                                          |
| ۴۳۵           | ۲۹ سپتامبر ۱۹۷۸ | ۱۲-۲-۰                  | نامیبیا                                                |
| ۴۳۶           | ۰۶ اکتبر ۱۹۷۸   | ۱۵-۰-۰                  | لبنان                                                  |
| ۴۳۷           | ۱۰ اکتبر ۱۹۷۸   | ۱۱-۴-۰                  | رودزیای جنوبی                                          |
| ۴۳۸           | ۲۳ اکتبر ۱۹۷۸   | ۱۲-۲-۰                  | مصر-اسرائیل                                            |
| ۴۳۹           | ۱۳ نوامبر ۱۹۷۸  | ۱۰-۵-۰                  | نامیبیا                                                |
| ۴۴۰           | ۲۷ نوامبر ۱۹۷۸  | - -                     | قبرس                                                   |
| ۴۴۲           | ۰۶ دسامبر ۱۹۷۸  | ۱۵-۰-۰                  | پذیرش اعضای جدید سازمان ملل متحد: دومینیکا             |
| ۴۴۳           | ۱۴ دسامبر ۱۹۷۸  | ۱۴-۰-۰                  | قبرس                                                   |
| ۴۴۴           | ۱۹ ژانویه ۱۹۷۹  | ۱۲-۲-۰                  | اسرائیل-لبنان                                          |
| ۴۴۵           | ۰۸ مارس ۱۹۷۹    | ۱۲-۳-۰                  | رودزیای جنوبی                                          |
| ۴۴۶           | ۲۲ مارس ۱۹۷۹    | ۱۲-۳-۰                  | سرزمین‌های اشغالی توسط اسرائیل                          |
| ۴۴۷           | ۲۸ مارس ۱۹۷۹    | ۱۲-۳-۰                  | آنگولا-آفریقای جنوبی                                   |
| ۴۴۸           | ۳۰ آوریل ۱۹۷۹   | ۱۲-۳-۰                  | رودزیای جنوبی                                          |
| ۴۴۹           | ۳۰ مه ۱۹۷۹      | ۱۴-۰-۰                  | اسرائیل-جمهوری عربی سوریه                              |
| ۴۵۰           | ۱۴ ژوئن ۱۹۷۹    | ۱۲-۲-۰                  | اسرائیل-لبنان                                          |
| ۴۵۱           | ۱۵ ژوئن ۱۹۷۹    | ۱۴-۰-۰                  | قبرس                                                   |
| ۴۵۲           | ۲۰ ژوئیه ۱۹۷۹   | ۱۴-۱-۰                  | سرزمین‌های اشغالی توسط اسرائیل                          |
| ۴۵۳           | ۱۲ سپتامبر ۱۹۷۹ | ۱۵-۰-۰                  | پذیرش اعضای جدید در سازمان ملل: سنت لوسیا              |
| ۴۵۴           | ۰۲ نوامبر ۱۹۷۹  | ۱۲-۳-۰                  | آنگولا-آفریقای جنوبی                                   |
| ۴۵۵           | ۲۳ نوامبر ۱۹۷۹  | - -                     | شکایت توسط زیمبابوه                                    |
| ۴۵۶           | ۳۰ نوامبر ۱۹۷۹  | ۱۴-۰-۰                  | اسرائیل-جمهوری عربی سوریه                              |
| ۴۵۷           | ۰۴ دسامبر ۱۹۷۹  | ۱۵-۰-۰                  | جمهوری اسلامی ایران-آمریکا                             |
| ۴۵۸           | ۱۴ دسامبر ۱۹۷۹  | ۱۴-۰-۰                  | قبرس                                                   |
| ۴۵۹           | ۱۹ دسامبر ۱۹۷۹  | ۱۲-۲-۰                  | اسرائیل-لبنان                                          |
| ۴۶۰           | ۲۱ دسامبر ۱۹۷۹  | ۱۳-۲-۰                  | رودزیای جنوبی                                          |
| ۴۶۱           | ۳۱ دسامبر ۱۹۷۹  | ۱۱-۴-۰                  | جمهوری اسلامی ایران-آمریکا                             |
| ۴۶۲           | ۰۹ ژانویه ۱۹۸۰  | ۱۲-۱-۲                  | صلح و امنیت جهانی                                      |
| ۴۶۳           | ۰۲ فوریه ۱۹۸۰   | ۱۴-۰-۰                  | رودزیای جنوبی                                          |
| ۴۶۴           | ۱۹ فوریه ۱۹۸۰   | ۱۵-۰-۰                  | پذیرش اعضای جدید سازمان ملل متحد: سنت وینسنت و گرنادین |
| ۴۶۵           | ۰۱ مارس ۱۹۸۰    | ۱۵-۰-۰                  | سرزمین‌های اشغالی توسط اسرائیل                          |
| ۴۶۶           | ۱۱ آوریل ۱۹۸۰   | ۱۵-۰-۰                  | آفریقای جنوبی-زیمبابوه                                 |
| ۴۶۷           | ۲۴ آوریل ۱۹۸۰   | ۱۲-۳-۰                  | اسرائیل-لبنان                                          |
| ۴۶۸           | ۰۸ مه ۱۹۸۰      | ۱۴-۱-۰                  | سرزمین‌های اشغالی توسط اسرائیل                          |
| ۴۶۹           | ۲۰ مه ۱۹۸۰      | ۱۴-۱-۰                  | سرزمین‌های اشغالی توسط اسرائیل                          |
| ۴۷۰           | ۳۰ مه ۱۹۸۰      | ۱۴-۰-۰                  | اسرائیل-جمهوری عربی سوریه                              |
| ۴۷۱           | ۰۵ ژوئن ۱۹۸۰    | ۱۴-۱-۰                  | سرزمین‌های اشغالی توسط اسرائیل                          |
| ۴۷۲           | ۱۳ ژوئن ۱۹۸۰    | ۱۴-۰-۰                  | قبرس                                                   |
| ۴۷۳           | ۱۳ ژوئن ۱۹۸۰    | ۱۵-۰-۰                  | آفریقای جنوبی                                          |
| ۴۷۴           | ۱۷ ژوئن ۱۹۸۰    | ۱۲-۲-۰                  | اسرائیل-لبنان                                          |
| ۴۷۵           | ۲۷ ژوئن ۱۹۸۰    | ۱۲-۳-۰                  | آنگولا-آفریقای جنوبی                                   |
| ۴۷۶           | ۳۰ ژوئن ۱۹۸۰    | ۱۴-۱-۰                  | سرزمین‌های اشغالی توسط اسرائیل                          |
| ۴۷۷           | ۳۰ ژوئیه ۱۹۸۰   | ۱۵-۰-۰                  | پذیرش اعضای جدید سازمان ملل متحد: زیمبابوه             |
| ۴۷۸           | ۲۰ اوت ۱۹۸۰     | ۱۴-۱-۰                  | سرزمین‌های اشغالی توسط اسرائیل                          |
| ۴۷۹           | ۲۸ سپتامبر ۱۹۸۰ | ۱۵-۰-۰                  | ایران-عراق                                             |
| ۴۸۰           | ۱۲ نوامبر ۱۹۸۰  | ۱۵-۰-۰                  | دیوان بین‌المللی دادگستری                               |
| ۴۸۱           | ۲۶ نوامبر ۱۹۸۰  | ۱۴-۰-۰                  | اسرائیل-جمهوری عربی سوریه                              |
| ۴۸۲           | ۱۱ دسامبر ۱۹۸۰  | ۱۴-۰-۰                  | قبرس                                                   |
| ۴۸۳           | ۱۷ دسامبر ۱۹۸۰  | ۱۲-۲-۰                  | اسرائیل-لبنان                                          |
| ۴۸۴           | ۱۹ دسامبر ۱۹۸۰  | ۱۵-۰-۰                  | سرزمین‌های اشغالی توسط اسرائیل                          |
| ۴۸۵           | ۲۲ مه ۱۹۸۱      | ۱۴-۰-۰                  | اسرائیل-جمهوری عربی سوریه                              |
| ۴۸۶           | ۰۴ ژوئن ۱۹۸۱    | ۱۴-۰-۰                  | قبرس                                                   |
| ۴۸۷           | ۱۹ ژوئن ۱۹۸۱    | ۱۵-۰-۰                  | عراق-اسرائیل                                           |
| ۴۸۸           | ۱۹ ژوئن ۱۹۸۱    | ۱۲-۲-۰                  | اسرائیل-لبنان                                          |
| ۴۸۹           | ۰۸ ژوئیه ۱۹۸۱   | ۱۵-۰-۰                  | پذیرش اعضای جدید سازمان ملل متحد: وانواتو              |
| ۴۹۰           | ۲۱ ژوئیه ۱۹۸۱   | ۱۵-۰-۰                  | لبنان                                                  |
| ۴۹۱           | ۲۳ سپتامبر ۱۹۸۱ | ۱۵-۰-۰                  | پذیرش اعضای جدید سازمان ملل متحد: بلیز                 |
| ۴۹۲           | ۱۰ نوامبر ۱۹۸۱  | ۱۵-۰-۰                  | پذیرش اعضای جدید سازمان ملل متحد: آنتیگوا و باربودا    |
| ۴۹۳           | ۲۳ نوامبر ۱۹۸۱  | ۱۴-۰-۰                  | اسرائیل-جمهوری عربی سوریه                              |
| ۴۹۴           | ۱۱ دسامبر ۱۹۸۱  | ۱۵-۰-۰                  | توصیه در مورد انتصاب دبیر کل سازمان ملل                |
| ۴۹۵           | ۱۴ دسامبر ۱۹۸۱  | ۱۵-۰-۰                  | قبرس                                                   |
| ۴۹۶           | ۱۵ دسامبر ۱۹۸۱  | ۱۵-۰-۰                  | سیشل                                                   |
| ۴۹۷           | ۱۷ دسامبر ۱۹۸۱  | ۱۵-۰-۰                  | اسرائیل-جمهوری عربی سوریه                              |
| ۴۹۷           | ۱۸ دسامبر ۱۹۸۰  | ۱۲-۲-۱                  | اسرائیل-لبنان                                          |
| ۴۹۹           | ۲۱ دسامبر ۱۹۸۱  | ۱۵-۰-۰                  | دیوان بین‌المللی دادگستری                               |
| ۵۰۰           | ۲۸ ژانویه ۱۹۸۲  | ۱۳-۲-۰                  | صلح و امنیت جهانی                                      |